# George Biddell Airy
Sir George Biddell Airy (Alnwick, Anglia, 1801. július 27. – London, 1892. január 2.) angol matematikus, csillagász.

## Élete
Nagy múltú családban született, családfájukat egészen a XIV. századig vezették vissza.
1819-től a Cambridge-i Egyetem hallgatója volt. Szinte azonnal kitűnt rendhagyó tehetségével és évfolyamának legeredményesebbje lett. 1823-ban évfolyamelsőként végzett (ezt akkoriban senior wranglernek nevezték Cambridge-ben). 1826-tól alig több mint egy évig az egyetem matematika-professzora volt olyan neves személyek után mint például Newton. 1828-ban a Cambridge obszervatórium igazgatói székébe választották. Előremenetelét annak nem kevesebb, mint 11 monográfiának köszönheti, amit odáig (tehát 27 éves koráig) írt. Az obszervatórium vezetőjeként szervezőkészségével és precizitásával ámulatba ejtette pályatársait.
Ezen idő alatt matematikai fizikával és csillagászattal foglalkozott. Az előbbin belül is leginkább a fény elméletével – derül ki egyik monográfiájából, melyben a szivárvány teljes elméletét leírja. Ezekért a munkáiért 1831-ben megkapta a Royal Society Copley-érmét. Csillagászati vizsgálódásai során értekezik a Jupiter tömegéről, a Föld és a Vénusz mozgásáról, de foglalkozik az angliai és más országok csillagászati kutatásainak összehasonlításával.

## Munkássága
Legnagyobb eredménye bizonyos értelemben a Föld és a Vénusz mozgásában megfigyelt egyenlőtlenség leírása volt. Ezzel a korábban publikált táblázatokat korrigálni tudta. Fáradságos munkáját 1833-ban a Royal Astronomical Society Arany medáljával jutalmazták.
1835-ben királyi csillagásszá (Astronomer Royal) választották. Ebben a pozícióban számos érdemi változtatás és találmány fűződik a nevéhez. Ő tervezett 1847-ben például egy olyan állványt, mely lehetővé tette a Hold megfigyelését a Föld bármely pontjáról, ahonnan az csak látszik. Addig Holddal kapcsolatos megfigyeléseket csak korlátozott számú helyről végezhettek.
Airy elhatározása alapján lett Greenwich a viszonyítási pont a földrajzi fokhálózat meghatározásánál 1851-ben. Általánosan elfogadott viszonyítási alap azonban csak 1884-től lett.
Ő határozta meg a Föld átlagos sűrűségét is, amely 6,566-nak bizonyult, ha a vízét tekintjük egységnek. Vonatkozó munkája sok probléma megoldására használható a szilárd testek mechanikájának elméletében.
Élete vége felé, 1886-ban publikált utolsó munkájában már olyan hibákat követett el, melyek arra késztették, hogy lemondjon és visszavonuljon.
518 nyomtatásban megjelent cikkét önéletrajzában foglalta össze, melyet fia, Wilfrid Airy öntött végső formába 1896-ban.
Tiszteletére krátert neveztek el róla a Marson és Holdon. Az úgynevezett Airy-függvény is őrzi a nevét.

## ANeptunuszfelfedezése ügy
Sokan Airy-t okolják azért, hogy nem az angolok fedezték fel a Neptunuszt. 1834-ben Hussey tiszteletes, kenti rektor, az első ember aki egyértelmű utalást tett egy Uránuszon túli bolygó létezésére levelet írt erről Airy-nek, aki akkor Cambridge-ben volt professzor. Airy 1835-től Királyi csillagász lett. Airy azonban szkeptikus volt és nem hitt abban, hogy az Uránusz pályaháborgásaiból ki lehetne számítani egy külső bolygó pályáját. Ebbe Hussey is belenyugodott. John Couch Adams tehetséges angol matematikus 1841-ben határozta el, hogy az Uránusz pályaháborgásait felhasználva kiszámítja egy lehetséges új bolygó koordinátáit. Már 1843-ban voltak előzetes eredményei, de újabb adatok miatt megkereste James Challis cambridge-i csillagászprofesszort. Challis beszámolt Airynek Adams elgondolásáról, és elkérte az Uránusz legfrissebb megfigyelt adatait, amit tovább adott Adamsnak. Adams ez alapján 1845-ben kiszámította az új bolygó koordinátáit. Challis ezeket elküldte Airynek, de ez után balszerencsés dolgok történtek. Adams kétszer utazott el, hogy beszéljen Airyvel. Először nem találta otthon mert Airy elutazott, második alkalommal a komornyik be se jelentette, mert nem akarta megzavarni a Királyi Csillagász ebédjét. Adams megsértődött. Két hét múlva Airy válaszolt, és feltett egy kérdést, Adams azonban nem válaszolt, mert triviálisnak tartotta, és a kérdést nem tartotta érdemesnek további magyarázatra. Viszont Airy meg többször nem írt ez ügyben, így a dolog megfeneklett.
Közben Franciaországban François Arago felfigyelt egy ifjú égimechanikusra  Urbain Le Verrierre. 1845 nyarán Arago feladta az Uránusz problémát Le Verriernek. Le Verrier közel egy év alatt ki is számította egy új bolygó helyzetét. Airy olvasta Le Verrier egyik dolgozatát és ezt jegyezte fel: "Az új bolygóra megadott hely egy fokon belül megegyezett Mr. Adams számításaival". Airy ez után írt Challisnak és utasította, hogy dolgozzon ki egy programot az új bolygó felfedezésére. De Challis nehézkes volt, és bár a megfigyeléseket elkezdte, nem az övé lett a felfedezés dicsősége.
De Le Verrier se járt jobban a francia csillagászokkal, ezért írt Johann Gallenek a berlini obszervatóriumba. Galle engedélyt kért Encketől, az igazgatótól a megfigyelésre. Már az első este megtalálták az új bolygót, de csak a következő éjszakai megfigyelés igazolta bizonyosan a felfedezést. Így a Neptunuszt az Uránusz mozgásából levezetett perturbációk alapján Johann Galle fedezte fel 1846-ban.